# Phryma leptostachya
Phryma leptostachya L., 1753 è una specie di pianta angiosperma appartenenti alla famiglia delle Phrymaceae.

## Etimologia
Il nome generico (Phryma) potrebbe derivare dal nome greco-latino "Phyrama" per un non meglio identificato composto della resina di un albero nord-africano. L'epiteto specifico (leptostachya) deriva da due parole: "lepto" (= piccolo, snello) e "stachus" (= spiga di grano), quest'ultimo nome greco è stato usato da Dioscoride (Anazarbe, 40 circa – 90 circa), medico, botanico e farmacista greco antico che esercitò a Roma ai tempi dell'imperatore Nerone, per piante come l'ortica bianca o il lamio.
Il nome scientifico della specie è stato definito da Linneo (1707 – 1778), conosciuto anche come Carl von Linné, biologo e scrittore svedese considerato il padre della moderna classificazione scientifica degli organismi viventi, nella pubblicazione "Species Plantarum, Edition 2 - 2: 838. 1763" del 1763. Il nome del genere è stato definito da Linneo nella pubblicazione "Species Plantarum - 2: 601. 1753" del 1753. Il nome della tribù è stato definito dal botanico ingleseThomas Hogg (1777-1855) nella pubblicazione "Vegetable Kingdom, The; or, the Structure, Classification, and Uses of Plants, Illustrated upon the Natural System... with Upwards of Five Hundred Illustrations. London" del 1858.

## Descrizione

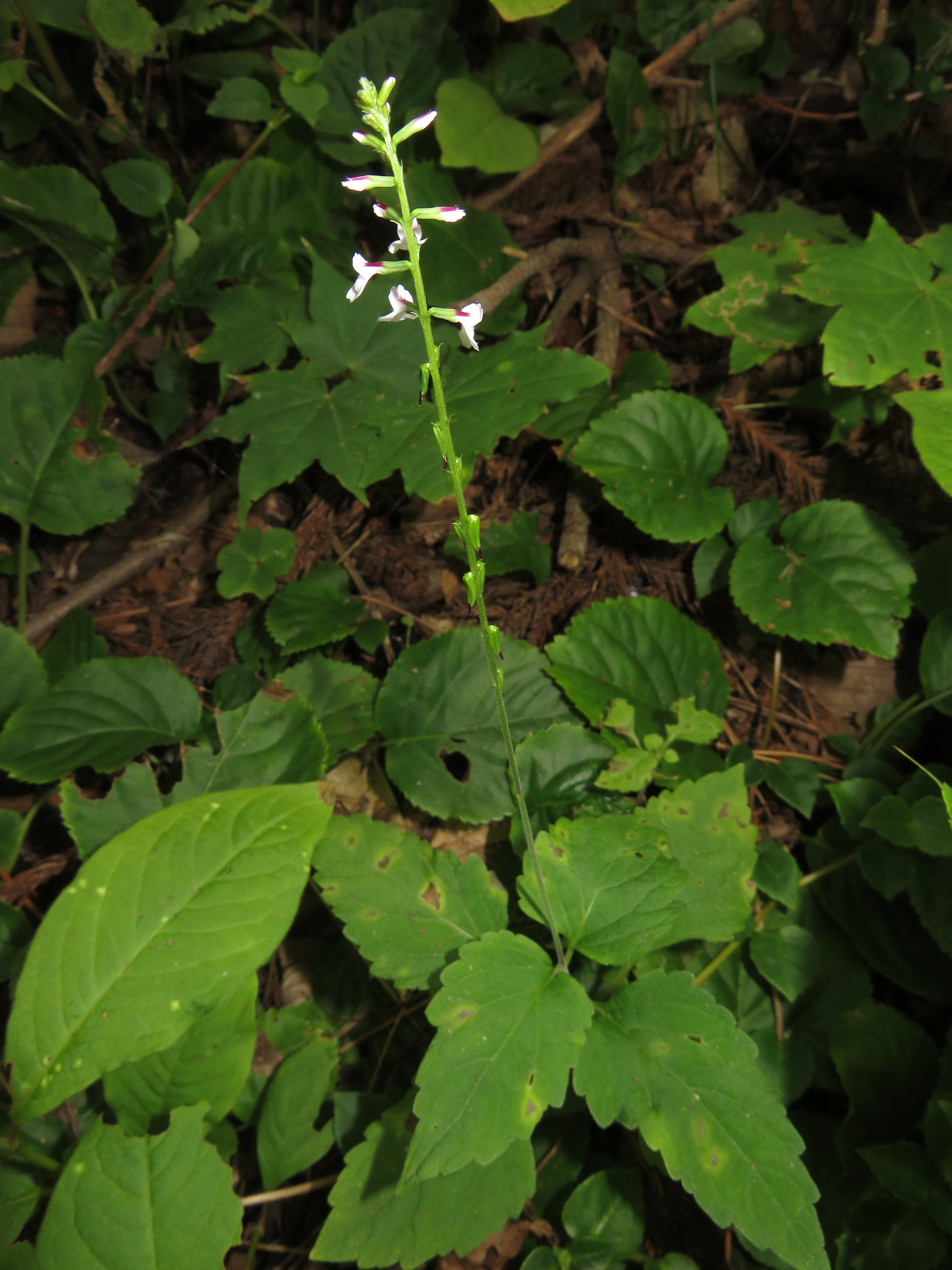
Il portamento

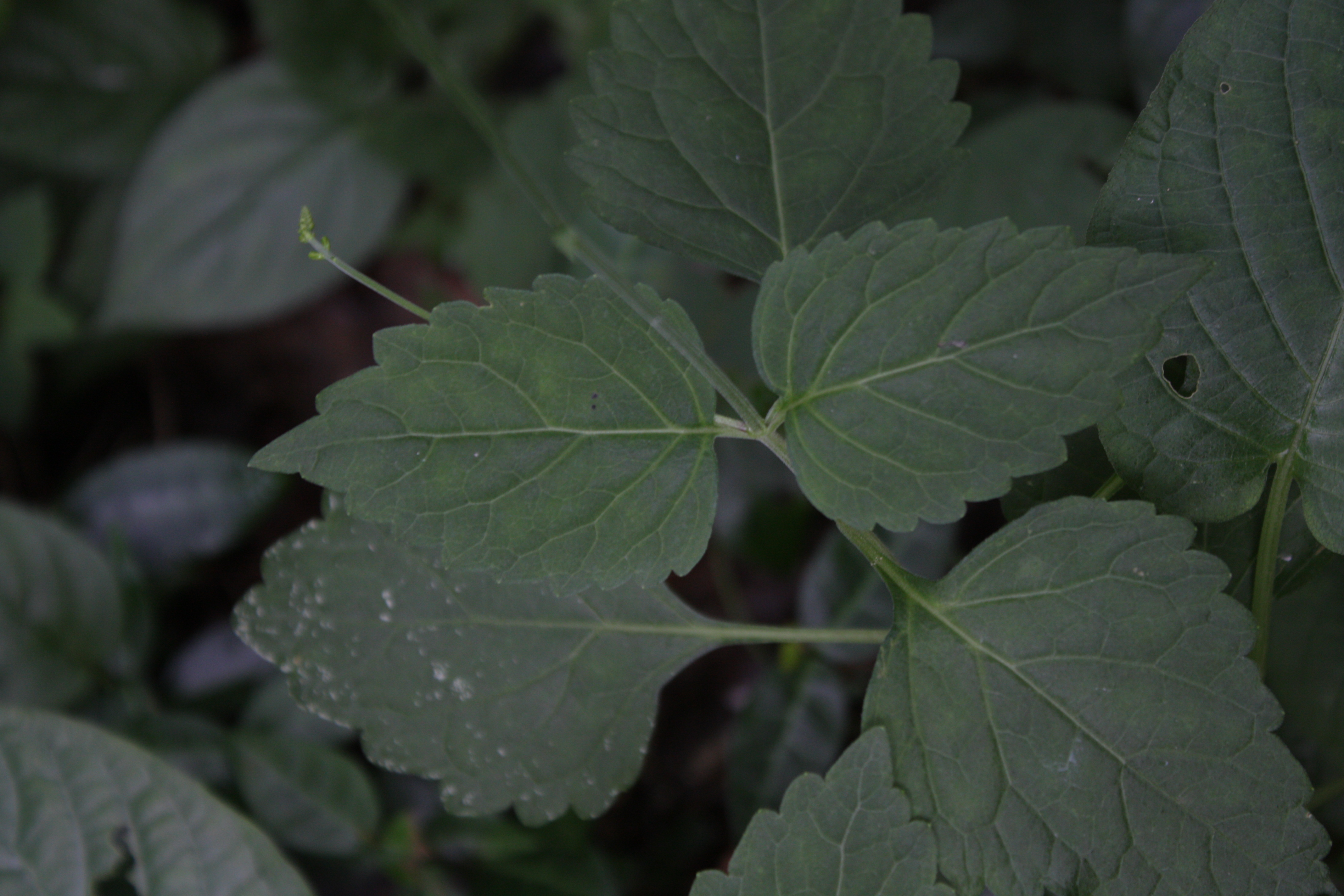
Le foglie

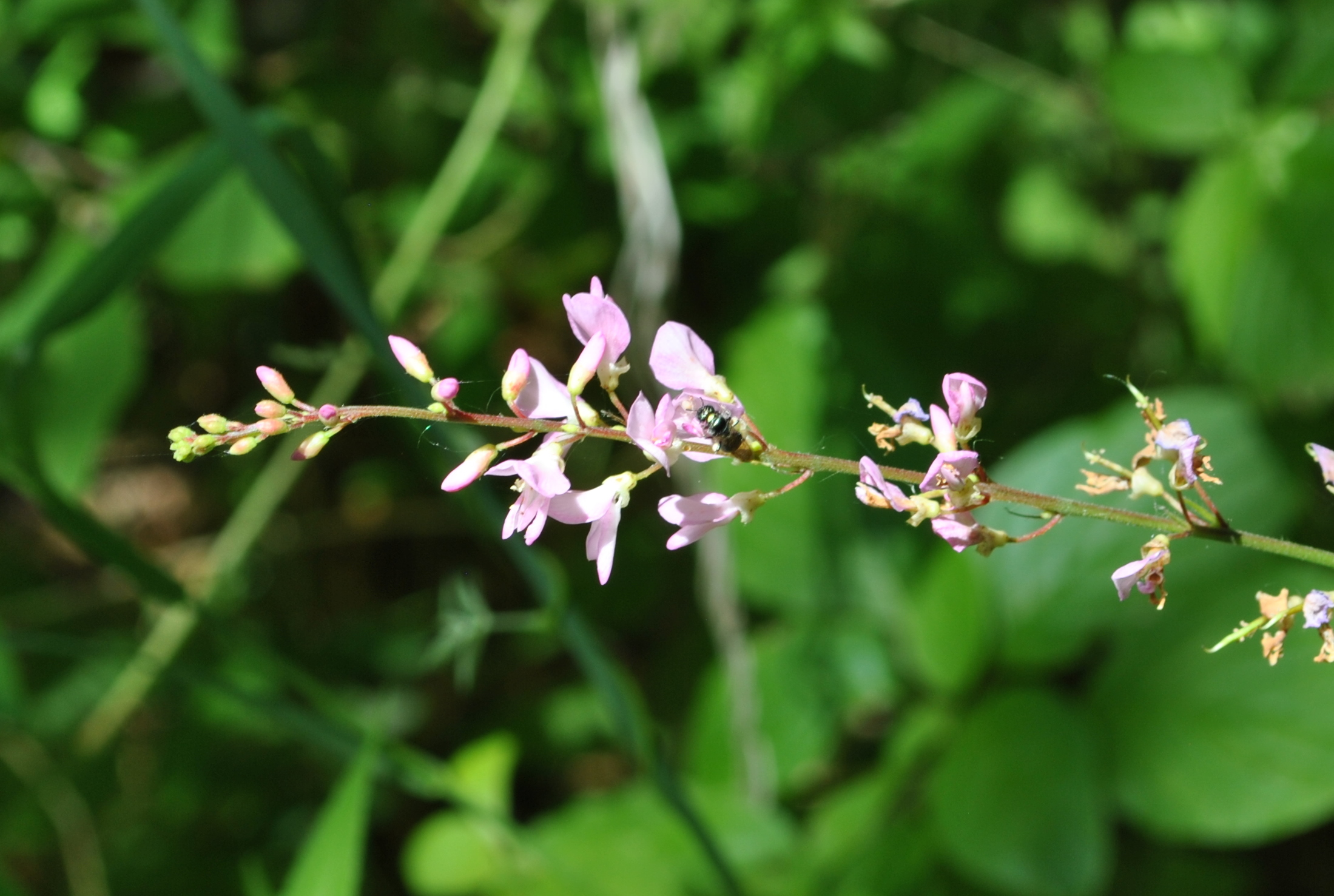
Infiorescenza

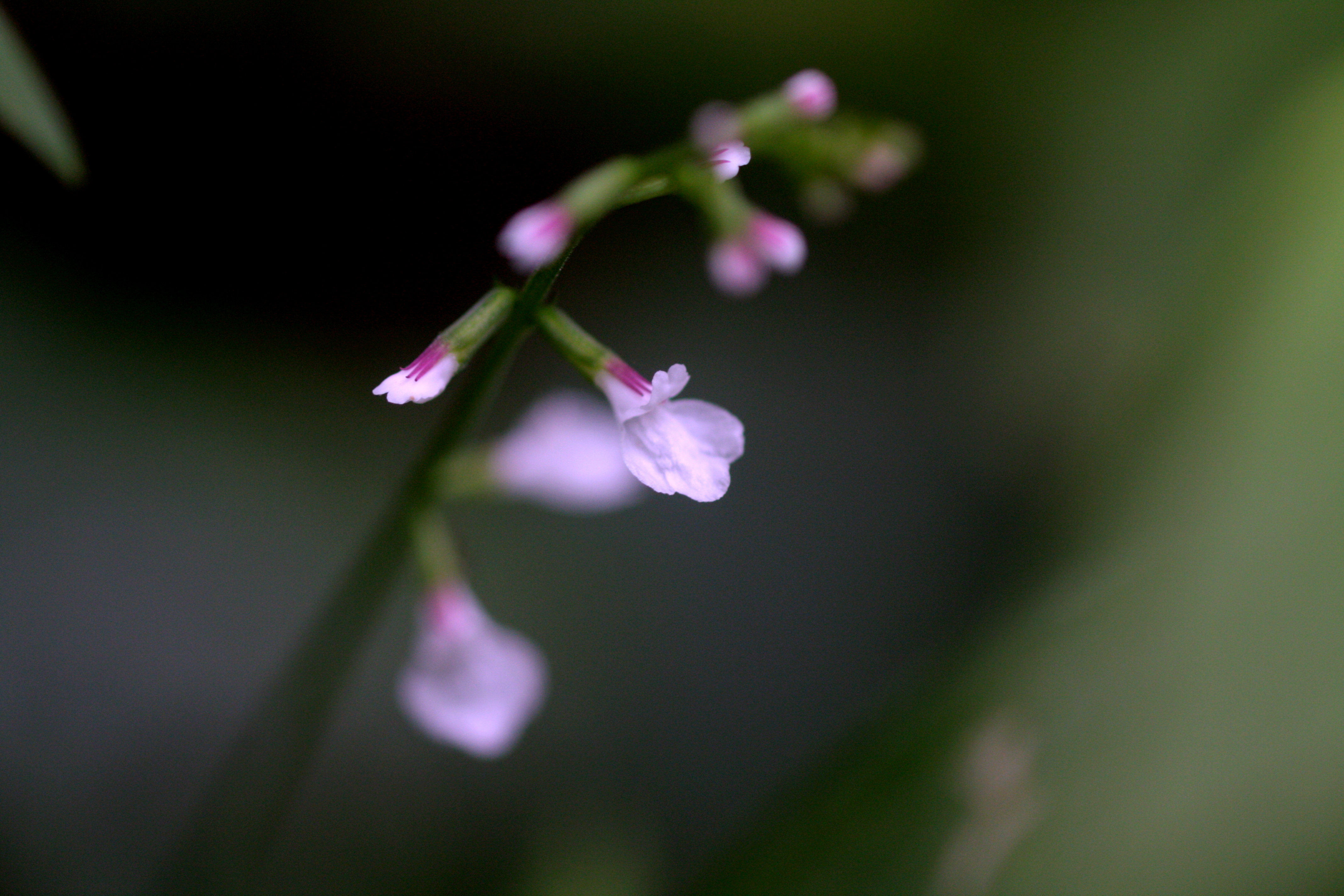
I fiori

- Il portamento di questa specie è erbaceo perenne. La pubescenza di questa pianta è formata da peli semplici e da minute ghiandole.[12][13][14][15][16]
- La parte sotterranea della pianta consiste in rizomi verticali non aromatici, colorati di marrone e un po' carnosi. Le radici sono secondarie da rizoma.
- Il fusto è eretto, normalmente non è ramificato, affusolato alla base, ma a sezione quadrangolare nella parte alta a causa della presenza di fasci di collenchima posti nei quattro vertici. Sopra i nodi inferiori il fusto è rigonfio, mentre sui nodi è pubescente.
- Le foglie lungo il fusto sono disposte in modo opposto e sono picciolate. La lamina ha delle forme da ovate a ovato-ellittiche con margini grossolanamente e spesso doppiamente da dentati a crenati. L'apice è acuminato. La base delle foglie inferiori è bruscamente attenuato. La superficie è percorsa da venature (da 5 a 7) a forma pennata. Le stipole sono assenti. Lunghezza del picciolo: 2 – 4 mm: Dimensione delle foglie: larghezza 1,5 – 5 cm; lunghezza 3 – 10 cm.
- Le infiorescenze sono di tipo racemoso (a grappolo e lasse) sia in posizione ascellare che terminale. I fiori, da 20 a 40 per infiorescenza a disposizione alterna/subopposta, sono brevemente pedicellati oppure subsessili con una bratteola. L'asse fiorale è ispido. Lunghezza dell'infiorescenza: 15 – 35 cm. Lunghezza della brattea: 2 – 3 mm.
- I fiori sono ermafroditi zigomorfi e tetraciclici (ossia formati da 4 verticilli: calice– corolla – androceo – gineceo) e pentameri (i verticilli del perianzio hanno 5 elementi). I fiori sono inoltre ipogini e quando portano il frutto diventano penduli, nettamente reclinati.

- Formula fiorale. Per la famiglia di queste piante viene indicata la seguente formula fiorale:

x K (5), [C (2+3), A 2+2], G (2), supero, capsula.
- Il calice, zigomorfo e gamosepalo, è formato da un tubo campanulato terminante con 5 lobi: i tre posteriori hanno delle forme subulato-uncinate; i due anteriori hanno delle forme triangolari. La superficie, sparsamente ispida, in corrispondenza dei lobi è percorsa da 5 coste (non sono presenti angoli o ali). Il calice persistente può essere accrescente alla fruttificazione. Lunghezza del calice: 4 - 5 mm.

- La corolla gamopetala è tubolosa (cilindrica o imbutiforme) e fortemente bilabiata (zigomorfa) con un tubo corto e struttura 2/3. Il labbro posteriore è smarginato, quello anteriore è più lungo e grande, più o meno orizzontale ed è formato da tre lobi. Il colore della corolla varia da bianco a lavanda, ma anche rosa. Lunghezza della corolla: 5 - 7 mm.

- L'androceo è formato da 4 stami didinami inclusi nel tubo corollino (il paio anteriore è più lungo). I filamenti in genere sono glabri e filiformi. Le antere, dorsofisse e unicellulari, sono formate da due teche da parallele a divergenti. La deiscenza è longitudinale. Il polline è tricolpato. Lunghezza dei filamenti: da 1 a 2 mm.

- Il gineceo è bicarpellare (sincarpico - formato dall'unione di due carpelli connati) ed ha un ovario supero con placentazione basale e forme oblunghe. L'ovario inoltre è mono-loculare, mono-ovulare con ovuli emitropi (con nocella ricurva), tenuinucellati (con la nocella, stadio primordiale dell'ovulo, ridotta a poche cellule), eretti e ortotropi. Lo stilo, glabro e persistente (dopo la scissione della corolla ma non alla fruttificazione), è filiforme e unico inserito all'apice dell'ovario con stigma bilobo (i due lobi non sono uguali). Lunghezza dell'ovario: 2 mm.

- I frutti sono degli acheni indeiscenti con pericarpo liscio e glabro racchiusi nel calice persistente. I semi, dalla forma oblunga, hanno un tegumento rudimentale ed endosperma sottile (due strati di cellule); i cotiledoni sono convoluti.

## Riproduzione
- Impollinazione: l'impollinazione avviene tramite insetti (impollinazione entomogama) o il vento (impollinazione anemogama).[12]
- Riproduzione: la fecondazione avviene fondamentalmente tramite l'impollinazione dei fiori (vedi sopra).
- Dispersione: i semi cadendo (dopo aver eventualmente percorso alcuni metri a causa del vento - dispersione anemocora) a terra sono dispersi soprattutto da insetti tipo formiche (disseminazione mirmecoria).

## Distribuzione e habitat
La distribuzione di questa specie è relativa al Nord America e Asia (dall'Himalaya alla Manciuria, Siberia, Giappone e Vietnam).

## Tassonomia
La famiglia di appartenenza di questa specie (Phrymaceae) comprende 13 generi con meno di 200 specie La tribù Phrymeae è una delle tribù nella quale è divisa la famiglia.
La posizione tassonomica di questa specie più volte è stata modificata nel corso del tempo. Mentre alcuni botanici (classificazione di Engler e Diels, oppure di Wettstein e Rendle) hanno circoscritto Phryma leptostachya nella famiglia Phrymaceae (ordine delle Tubiflorae) comprendente il solo genere Phryma sottolineando i caratteri peculiari e distintivi del gineceo, altri (Bentham, Hooker, Hallier e Hutchinson) hanno incluso la specie nella famiglia delle Verbenaceae giustificando il fatto che il gineceo uniloculare è derivato da un tipo di frutta simile trovato nelle Lantaneae e che anche la vascolarizzazione floreale di Phryma è simile a quella dei generi Lantana, Lippia, e Stachytarpheta (tribù Lantaneae, famiglia Verbenaceae). Solo in tempi recenti con i nuovi sistemi di classificazione filogenetica (classificazione APG) la tribù è stata definitivamente posizionata nella famiglia originale.
Il numero cromosomico di questa specie è: 2n = 28.

### Varietà
Per la specie di questa voce è riconosciuta la seguente varietà con distribuzione asiatica:
- Phryma leptostachya var. oblongifolia (Koidz.) Honda, 1936

Il genere Phryma (e quindi la specie Phryma leptostachya) comprende due popolazioni disgiunte tra il Nord America e l'Asia, trattate variamente come razze, sottospecie, varietà o anche specie separate. Anche se presentano alcune divergenze molecolari da un punto di vista morfologico sono un unico gruppo intercontinentale probabilmente separatisi tra i 2 - 6 milioni di anni fa.

### Sinonimi
L'entità di questa voce ha avuto nel tempo diverse nomenclature. L'elenco seguente indica alcuni tra i sinonimi più frequenti:
Sinonimi della specie principale
- Leptostachya leptostochya (L.) MacMill.
- Phryma media  Raf.
- Phryma parvifolia  Raf.
- Phryma pubescens  Raf.
- Priva mitchellii  Endl.

Sinonimi della varietà
- Phryma asiatica  (H. Hara) O. Deg. & I. Deg.
- Phryma esquirolii  H. Lév.
- Phryma humilis  Koidz.
- Phryma leptostachya var. asiatica  H.Hara
- Phryma leptostachya subsp. asiatica  (H.Hara) Kitam.
- Phryma leptostachya var. nana  (Koidz.) H. Hara
- Phryma nana  Koidz.
- Phryma oblongifolia  Koidz.